# ArchINFORM
archINFORM è un database online popolato con i dati e le informazioni relative alle opere architettoniche di interesse internazionale. Esso comprende sia edifici ultimati, che elaborati ancora in fase progettuale, provenienti sia da professionisti del settore che da studenti delle facoltà di architettura.
Nacque da un progetto dell'Università di Karlsruhe, che si propose di offrire una vetrina accademica per i progetti di costruzione più brillanti elaborati dai propri allievi.

## Descrizione
Il database è consultabile gratuitamente mediante un motore di ricerca che può essere interrogato per: architetto, posizione geografica del complesso, per parola chiave o tramite ricerca libera.
Per ogni risultato vengono proposte immagini degli edifici e dei piani interni, commenti e link ad altri siti web correlati all'argomento della ricerca. Alcune schede informative sono corredate anche da una bibliografia di riferimento.
Nel 2010 erano censiti 23.000 progetti. Al 2017, il sito conteneva più di 72.000 progetti architettonici realizzati e non realizzati, quasi decuplicati rispetto ai 9.000 record censiti nel 2000.

Le due lingue native e principali del sito sono l'inglese e il tedesco. Al 2017, un sottinsieme di voci era disponibile anche in lingua italiana. Al 2019, esistono 5 versioni linguistiche del sito: tedesco, inglese, francese, spagnolo, italiano.
archINFORM utilizza i Web cookies e Google AdSense.

## Opinioni
Secondo il Royal Institute of British Architects, col passare degli anni divenne la più vasta base di conoscenza online esistente al mondo relativa ad edifici già ultimati e a progetti di costruzioni future, specializzata nell'architettura del XX secolo.
Il bibliotecario della Fondazione Calouste Gulbenkian l'ha descritto come "uno degli strumenti di riferimento per l'architettura più utili disponibili su Internet".

## Alternative
Nel 1985, l'Università della California - Berkeley lanciò il progetto collaborativo SPIRO (Slide and Photograph Image Retrieval Online), completato e non più supportato a partire dal 2015.
Per quanto riguarda la storia dell'architettura, la società Artifice Inc. ha ospitato a partire dal '97 il database pubblico Great Building Online, attivo in rete fino a maggio del 2019.